# Marco Sgrò
Marco Sgrò (Sermoneta, 9 maggio 1970) è un allenatore di calcio ed ex calciatore italiano, di ruolo centrocampista, tecnico del Villa Valle.

## Carriera

### Giocatore
Cresciuto nel vivaio genoano, dopo le esperienze in prestito allo Jesi e al Siena passa a titolo definitivo al Fiorenzuola, in Serie C2. Vi rimane per poco più di due stagioni, agli ordini di Pierluigi Busatta prima e Giorgio Veneri poi, che lo trasforma da esterno destro a centrocampista centrale.

Sgrò (accosciato, secondo da destra) al Fiorenzuola nella stagione 1992-1993

Con i valdardesi ottiene la promozione in Serie C1 nel 1993, e pochi mesi dopo viene acquistato dall'Atalanta, con cui debutta in Serie A. Nella sua prima stagione a Bergamo disputa 12 partite, senza evitare la retrocessione degli orobici che a fine stagione lo cedono in prestito all'Ancona, in Serie B. Nelle Marche è titolare (come centrocampista e talvolta come libero) nella formazione allenata da Attilio Perotti, che termina al sesto posto.
A fine stagione rientra a Bergamo, costituendo con Fabio Gallo la cosiddetta coppia degli architetti. Nella stagione 1996-1997 diventa uno dei principali assistman per il capocannoniere Filippo Inzaghi.
Dopo la retrocessione del 1998 passa alla Sampdoria: in blucerchiato rimane per un biennio negativo a livello di squadra (retrocessione in Serie B) e personale, non ripetendosi sui livelli di Bergamo. Nell'ottobre 2000, ormai fuori rosa nella Sampdoria, passa alla Ternana in uno scambio con Alessandro Cucciari, ma già in gennaio si trasferisce al Monza, sempre nella serie cadetta. Da questo momento in poi gioca solo nelle serie minori, passando nel 2006 tra le file del Como in Serie D e l'anno successivo alla Colognese, nella stessa categoria.
In carriera ha totalizzato complessivamente 120 presenze e 10 reti in Serie A e 87 presenze e 4 reti in Serie B.

### Allenatore
Al termine della stagione 2008-2009 abbandona il calcio, diventando allenatore della Colognese stessa. In seguito si siede sulle panchine di AlzanoCene e Seregno, sempre in Serie D. Il 19 marzo 2015 è chiamato dalla Rivoltana, in Promozione, con cui ottiene la promozione in Eccellenza al termine del campionato 2015-2016.
Nel gennaio 2017 diventa tecnico della Pradalunghese, sempre in Promozione lombarda, mentre nella stagione successiva subentra in novembre alla guida della Tritium. 
L'8 febbraio 2021 viene annunciato come nuovo allenatore del Legnano, in Serie D. Dopo quattro mesi dal suo avvento sulla panchina lilla e aver letteralmente mutato il rendimento della squadra, si guadagna la conferma per la stagione 2021-22. Il 30 maggio 2022, all'indomani della sconfitta casalinga (1-4) nella finale playoff contro la Casatese, le strade tra tecnico e società si separano. 
Il 7 giugno seguente viene ufficializzato come nuovo allenatore del Franciacorta, sempre in quarta serie. Con i bresciani termina il campionato al sesto posto in classifica e il 16 maggio 2023 il club comunica che, il contratto in scadenza il successivo 30 giugno, non verrà rinnovato.
Il 6 ottobre 2023 assume la guida del Villa Valle, in Serie D, dove subentra all' esonerato Amedeo Mangone.

## Palmarès

### Giocatore
- Campionato italiano Serie C2: 1

Siena: 1989-1990 (girone A)

### Allenatore
- Promozione: 1

Tritium: 2017-2018 (girone E)